# 孙斌 (1918年)
孙斌（1918年—？），山东临淄人。中国近代学者。

## 生平
1948年，毕业于国立河南大学经济系，获法学学士学位，之后担任中央研究院技术员、助理研究员。1949年旅居台湾后，曾任中央研究院研究员。